# Glossaire de l'aviron
- Haut – A
- B
- C
- D
- E
- F
- G
- H
- I
- J
- K
- L
- M
- N
- O
- P
- Q
- R
- S
- T
- U
- V
- W
- X
- Y
- Z

## A
- Aviron : la rame utilisée pour propulser un bateau sur l'eau, composée d'un long manche (le tube) prolongé d'une palette. Elle tire son nom du fait que contrairement à une rame simple, l'aviron peut tourner (virer) dans sa dame ou son tolet afin d'avoir une position différente dans le moment de propulsion (nage) et le moment de retour
- Axe : tige métallique sur laquelle est montée la dame de nage

## B
- Barre : dispositif placé sous la coque d'un bateau et servant à le diriger
- Barrette : barre passée à travers la dame de nage pour empêcher l'aviron de ressortir
- Bateau : nom générique donné à tous les bateaux (1x, 2+, 2-, 2x, 4+, 4-, 4x, 81, 8x et yolettes) pour la pratique du sport de l'aviron

## C
- Collier : pièce ronde fixée sur le manchon qui peut être déplacée le long du manchon pour ajuster le croisement des avirons. Le collier sert à border l'aviron contre la dame de nage
- Coque : bateau d'aviron. Il peut s'agir du bateau "arme", ou de la coque seule démontée de ses portants

## D
- Dame de nage : c'est la partie où le collier de la rame vient se placer en butée
- de couple : le bateau est armé avec deux rames par rameur

## E
- Erseau : petit anneau de cordage fixant l'aviron sur son tolet

## H
- Hiloire : pièce pointue située à l'avant de l'embarcation servant à rigidifier la coque ou à briser les vagues pour qu'elles ne remplissent pas le bateau d'eau

## P
- Pointe : bateau armé en "pointe", chaque rameur n'a qu'un seul aviron en main

## T
- Tolet : tige en bois ou en métal, fixée dans le plat-bord d'une barque, servant à recevoir l'erseau d'un aviron

## Y
- Yole :  bateau large de 1 à 8 rameurs, sans portants, les dames de nage sont directement fixées sur le plat bord, en Suisse la yole de mer à clin reste encore présente dans de nombreux clubs
- Yolette : bateau large muni de portants pour l'initiation ou la balade, armé avec 2 à 8 rameurs avec ou sans barreur. Pour les compétitions, une jauge standard a été adoptée fixant le poids et la largeur de la coque, ainsi que le nombre de rameurs à 4 et un barreur